# 菲利普·安托萬·多爾納諾

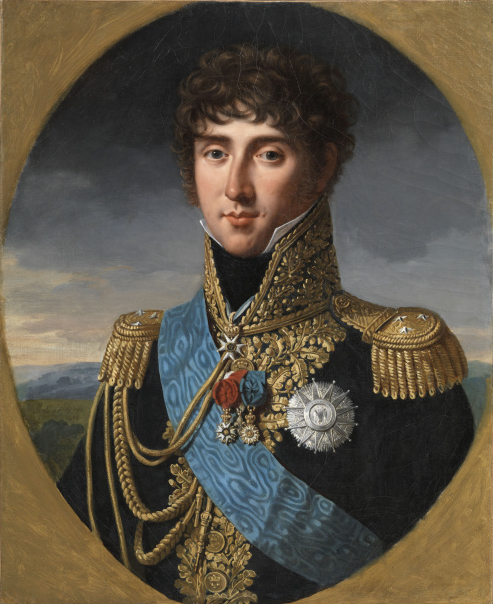
菲利普·安托万·多尔纳诺 (约1814年).

盾形纹章

菲利普·安托万·多尔纳诺（法語：Philippe Antoine d'Ornano，法語發音：[filip ɑ̃twan dɔʁnano]；1784年1月17日—1863年10月13日) 法国军人和政治人物，法国元帅。在1808年被法兰西第一帝国封奥尔纳诺伯爵（Comte d'Ornano）。

## 生平
出生在科西嘉岛的阿雅克肖，法国革命战争期间(1798年和1799年)在意大利服役，后来参加圣多明戈远征。从1805年起参加拿破仑战争，富恩特斯·德·奥诺罗（Fuentes de Onoro）战役中他指挥第五骑兵团，作战勇敢，被晋升为准将。
1812年参加俄罗斯远征，在博罗季诺战役中奥尔纳诺被提拔为少将（général de division），在克拉斯内（Krasnoi）战役中受伤。
1813年让-巴普蒂斯·贝西埃尔元帅死后，他接替指挥帝国骑兵防卫军。他跟随拿破仑到法国南部，直到皇帝被放逐到厄尔巴岛。
1816年，奥尔纳诺与拿破仑的前任情妇瑪麗·瓦莱夫斯卡结婚，她在1817年死于难产，她的心脏被安置在巴黎拉雪兹神父公墓里的奥尔纳诺家族墓地地下室，她的遗体被运回波兰埋葬。(然而1869年她的棺材被发现是空的。推测可能是一些未知恋尸癖者偷走她的遗体。)奥尔纳诺伯爵由他唯一的儿子鲁道夫-奥古斯特继承，一直传到现在。
他1829年回到法国恢复现役，圣西尔军事科学院任职。1830年七月革命后，指挥拉图尔的第四军团。两年后镇压旺代Vendée起义而被封为法国贵族。1848年第14军团司令官，直到他因為健康原因辞职。 
法兰西第二帝国的参议员，获颁大十字荣誉军团勋章。1853年他被任命为荣军院院长。77岁时被拿破仑三世授予法国元帅。1863年死于巴黎郊区的万塞讷（Vincennes）。